# Wehrmacht SG Minden
Die Wehrmacht SG Minden war ein Sportverein aus Minden. Die erste Fußballmannschaft spielte ein Jahr in der seinerzeit erstklassigen Gauliga Westfalen.

## Geschichte
Über die Gründung und die frühen Jahre des Vereins ist nichts bekannt, ebenso wenig, ob der bürgerliche Verein Minden 05 an der Wehrmacht SG beteiligt war. Im Jahre 1943 erreichten die Mindener das Endspiel der westfälischen Qualifikation zum Tschammerpokal, dem Vorläufer des heutigen DFB-Pokals. Dort verlor die Mannschaft gegen den FC Schalke 04 deutlich mit 0:6. Ein Jahr später erreichten die Mindener die Aufstiegsrunde zur damals erstklassigen Gauliga Westfalen. Dort wurde die Mannschaft aufgrund des besseren Torquotienten gegenüber der SG 09/30 Wattenscheid Gruppensieger und stieg auf. In der folgenden Saison wurden die Mindener der Gruppe 3 zugeteilt, der unter anderem die KSG Bielefeld, eine Kriegsspielgemeinschaft aus Arminia und VfB 03 angehörte. Allerdings ist kein Ergebnis der Mindener Mannschaft bekannt. Mit Kriegsende wurde der Verein, für den der spätere Nationalspieler Alfred Preißler spielte, aufgelöst.